# Шаркич, Оливер
Оливер Шаркич (черног. Оливер Шаркић; 23 июля 1997, Гримсби, Великобритания) — черногорский футболист, атакующий полузащитник клуба «Дечич».

## Клубная карьера
Футболом начал заниматься в академии бельгийского «Андерлехта». 1 сентября 2014 года перешёл в академию португальской «Бенфики». Зимой 2015 года был переведён в состав дубля. Дебютировал 11 января в домашнем матче Второй лиги против «Порту B», заменив на 77-й минуте Гонсалу Гедеша. Первыми голами отметился 14 февраля в домашнем матче с «Оливейренсе», оформив дубль.
В январе 2017 года присоединился к клубу «Фафи» на правах аренды до конца сезона. Дебютировал 15 января в домашнем матче с «Брага B». Первый гол забил 11 февраля в домашнем матче с «Ольяненсе», заменив на 71-й минуте Рейнилду и отправив мяч в ворота на 92-й добавленной минуте. По возвращении из аренды, в июле 2017, футболист отправился на просмотр в клуб Премьер-лиги «Суонси Сити», отыграв два матча за молодёжную команду: против «Гленторана» и «Клифтонвилла».
8 сентября 2017 года перешёл в клуб английского Чемпионшипа «Лидс Юнайтед» на правах аренды до конца года, присоединившись к молодёжной команде клуба. 11 января 2018 года присоединился к клубу на полноценной основе, подписав контракт до 2020 года с опцией продления на год. За клуб так и не дебютировал.
1 сентября 2018 года перешёл в клуб испанской Сегунды B «Баракальдо» на правах аренды до конца сезона. Дебютировал 7 октября в домашнем матче с «Расинг Сантандер». Первый гол забил 17 февраля 2019 года в гостевом матче с «Ивисей».
27 июля 2019 года, по возвращении из аренды, перешёл в клуб Лиги 1 «Бертон Альбион». Дебютировал 3 августа в домашнем матче с «Ипсвич Таун», заменив на 82-й минуте Лукаса Акинса. Первым голом отметился 25 сентября в домашнем матче третьего круга Кубка Английской футбольной лиги с «Борнмутом». Первый гол в чемпионате забил 5 октября в гостевом матче с «Милтон-Кинс Донс». Сезон 2019/20 стал лучшим для игрока по количеству результативных действий: пять голов и десять голевых передач.
9 июля 2020 года на правах свободного агента перешёл в «Блэкпул», подписав двухлетний контракт. Дебютировал 29 августа в гостевой игре Кубка Английской футбольной лиги с «Сток Сити». В чемпионате дебютировал 3 октября в домашнем матче с «Линкольн Сити». 1 февраля 2021 года присоединился к клубу Лиги 2 «Мансфилд Таун» на правах аренды до конца сезона. Дебютировал 9 февраля в гостевом матче с «Уолсоллом», заменив на 72-й минуте Стивена Куинна. 26 января 2022 года по обоюдному согласию разорвал контракт с «Блэкпулом», сыграв всего 10 матчей за клуб.
3 февраля 2022 года перешёл в клуб узбекской Суперлиги «Пахтакор» на правах свободного агента, подписав контракт до конца года. Дебютировал 27 февраля в матче за Суперкубок Узбекистана с «Насафом». В чемпионате впервые вышел на поле 3 марта в гостевом матче с самаркандским «Динамо», заменив на 86-й минуте Азиза Тургунбоева. В Лиге чемпионов АФК дебютировал 10 апреля в гостевом матче с «Аль-Таавуном». Первый гол за клуб забил 14 апреля в матче Лиги чемпионов с «Аль-Духаилем». В летнее трансферное окно покинул клуб.
11 февраля 2023 года присоединился к клубу черногорской Первой лиги «Дечич». Дебютировал 18 февраля в домашнем матче с «Искрой», заменив на 74-й минуте Бориса Цмильянича. Первый гол забил 9 апреля в гостевом матче с «Искрой».

## Международная карьера
Выступал за молодёжные сборные Черногории разных возрастов: до 17, до 19 и до 21 года.

## Личная жизнь
У Оливера был брат-близнец Матия (1997—2024), также профессиональный футболист, игравший на позиции вратаря. Вырос в Бельгии, посещал Британскую школу Брюсселя. Матия скоропостижно скончался 15 июня 2024 года.

## Достижения
«Пахтакор»
- Суперкубок Узбекистана: 2022